# Primelin

Primelin este o comună în departamentul Finistère, Franța. În 1 ianuarie 2022 avea o populație de 641 de locuitori.